# Кристиан Николов (футболист)
Кристиан Юриев Николов е български футболист, защитник, състезател на ФК Сливнишки герой (Сливница).

## Кратка спортна биография
Николов е роден в София през 1998 година. От ранна възраст започва да тренира футбол в ДЮШ на ПФК Локомотив (София), като играе и две години в първия тим.
През 2018 година се присъединява към отбора на ФК Сливнишки герой. През лятото на 2019 г. подписва с клуба на ПФК ЦСКА 1948, като игра в тима в продължение на година.
След напускането на ЦСКА 1948 подписва с ПФК Спортист (Своге), където играе до началото на 2021 година, когато се завръща в тима на ФК Сливнишки герой (Сливница).
Кристиан е син на бившия футболист Юри Николов, който е играл като защитник на ПОФК Ботев (Враца) и ПФК Славия (София), както и на Младежкия национален отбор на България.